# Mean Creek
Pour les articles homonymes, voir Mean.
Pour plus de détails, voir Fiche technique et Distribution.
Mean Creek est un film américain réalisé par Jacob Aaron Estes sorti le 20 août 2004. Le DVD est disponible depuis juillet 2005.

## Synopsis
Parce qu'il ne supporte plus de se faire tabasser à l'école par cette brute de George, Sam se confie à son grand frère, Rocky. Ensemble, ils échafaudent un plan pour se venger. Pour l'anniversaire de Sam, ils vont inviter George à une balade en bateau sur une rivière du coin et là, ils lui feront tout payer.
Alors que la journée se déroule comme un rêve d'enfance, le piège se referme. Découvrant George sous un jour nouveau, Sam se rend compte qu'il n'est finalement qu'un gamin mal dans sa peau. Alors qu'il est question d'abandonner l'idée de vengeance, tout dérape et le pire survient...

## Fiche technique
- Titre original : Mean Creek
- Réalisation et scénario : Jacob Aaron Estes
- Photo : Sharone Meir
- Musique : Tomandandy
- Producteur : Rick Rosenthal
- Pays d'origine : États-Unis
- Genre : drame
- Durée : 89 minutes
- Date de sortie : 20 août 2004

## Distribution
- Rory Culkin (VF : Olivier Martret) : Sam Merric
- Trevor Morgan (VF : Stanislas Crevillén) : Rocky Merric
- Scott Mechlowicz (VF : Emmanuel Garijo) : Martini « Marty » Blank
- Ryan Kelley (VF : Maël Davan-Soulas) : Clyde
- Josh Peck (VF : Alexandre Nguyen) : George Tooney
- Carly Schroeder (VF : Florine Orphelin) : Millie